# سهره کاکتوسی بزرگ
سهره کاکتوسی بزرگ (نام علمی: Geospiza conirostris) نام یک گونه از سرده سهره‌های زمینی است.

## نگارخانه

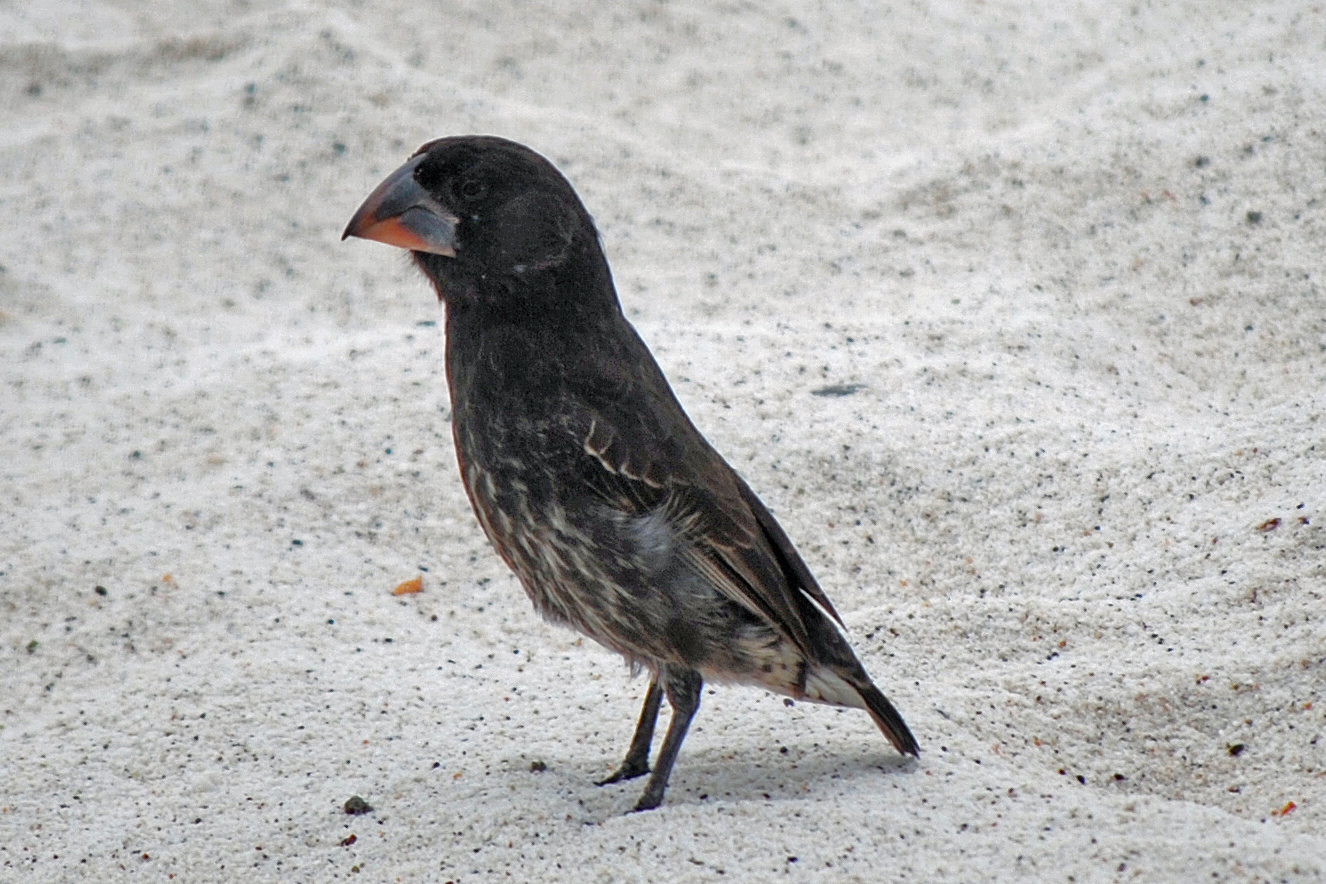
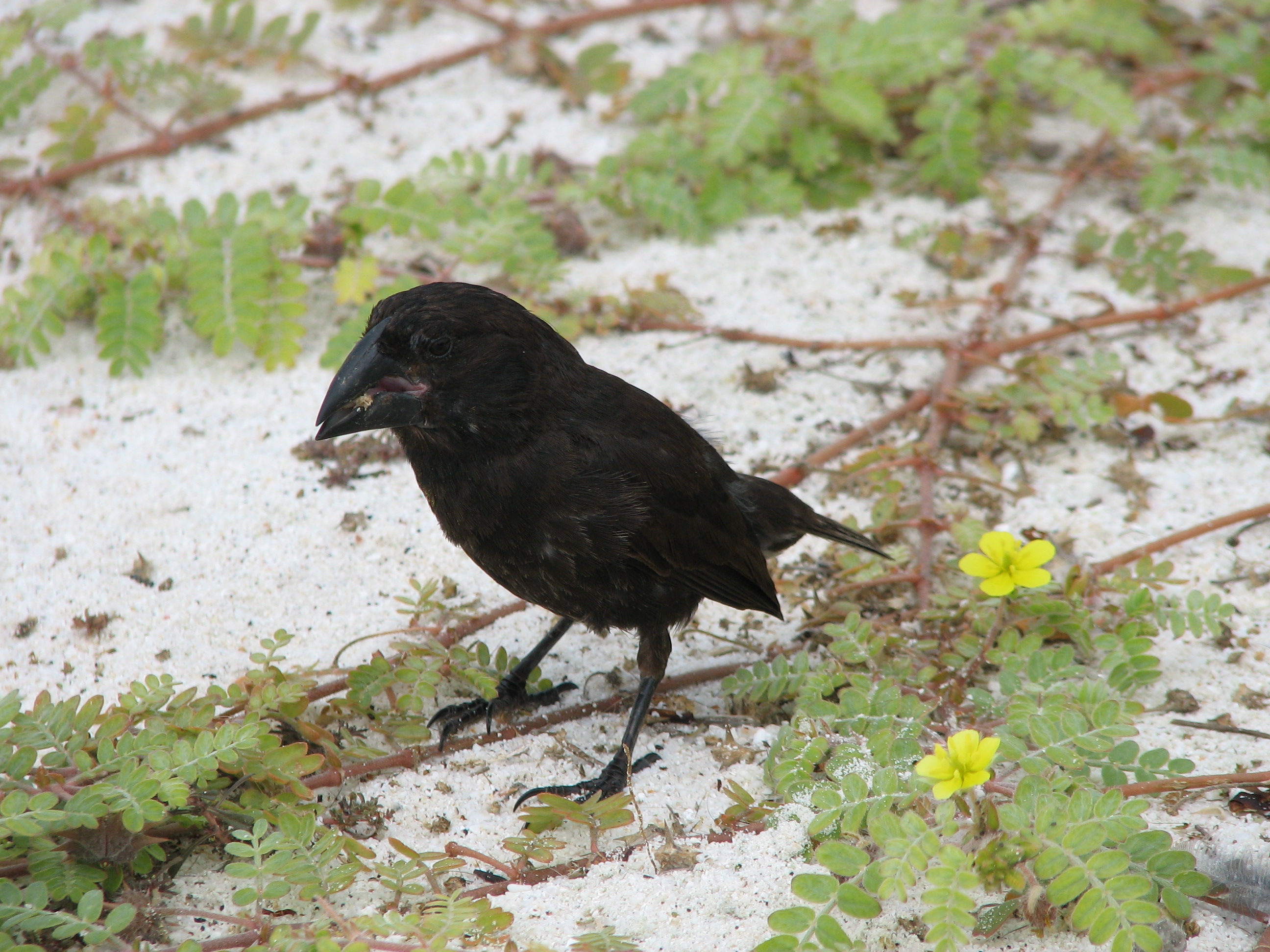